# Kaliwungu (Jombang)
Kaliwungu is een bestuurslaag in het regentschap Jombang van de provincie Oost-Java, Indonesië. Kaliwungu telt 3803 inwoners (volkstelling 2010).